# 推定少女
推定少女是由兩位女成員Rino與Lissa所組成的偶像組合。
2001年8月、為電視動畫『海贼王』（原名One Piece）獻唱片尾曲『しょうちのすけ』成為出道的機會。於出道當時，以“雖然是初中生，但服裝卻非常暴露”成為獨特流行的話題。特別把超短裙制服與內褲走光作為賣點。最為港人熟悉的應是在港播放的電影『咒怨』片尾曲『鍵が開かない』(開不了的鑰匙)以及電影『咒怨2』片尾曲『間違い』(錯誤)。2006年3月31日解散。活動當時所屬的事務所是Sony Music Entertainment(Japan)Inc.。解散後的Rino以Re:NO的名義開展其路上演唱的SOLO活動。2012年加入""Aldious""作為主音，代替因身體原因退出的前主音""Rami""。

## 成員
- Rino （二階堂梨乃、1987年4月9日） - 東京都出身。（2006年7月12日、藝能活動中止。2007年1月、以Re:NO 名義繼續藝能活動。2012年加入""Aldious""作為主音，代替因身體原因退出的前主音""Rami""。）

- Lissa（安倍莉沙、1987年9月8日） - 兵庫縣出身。（解散後、藝能活動中止）

## 作品集

### 單曲
1. しょうちのすけ (2001/8/22): 出道單曲；動畫『One Piece』4th片尾曲
2. 座位對調 (2002/7/24)
3. 聖母主義～Madonna Prayer (2002/12/4): TBS 系『體育王國』內的CG動畫片主題曲
4. 開不了的門匙 (2003/1/22): 映画『咒怨』片尾曲
5. 情報／waremono(2003/5/21): 東京系動畫『E'S OTHERWISE』 開場曲
6. 失戀歌／錯誤 (2003/8/27)
7. 振動 (DVD single) (2004/11/17)
8. Chocolate (DVD single) (2004/12/22)
9. Chewing Girl (DVD single) (2005/1/19)

### 專輯
1. 16 - sixteen - (通常盤) (2003/10/1): 首張專輯
2. 16 - sixteen - (初回限定盤) (2003/10/1)
3. 17's Heaven (2005/4/20)

### DVD
1. 推定学園26時　Vol.1 (2004/05/19)
2. 推定学園26時　Vol.2 (2004/06/23)
3. 推定学園26時　Vol.3 (2004/07/22)
4. 推定学園26時　Vol.4 (2004/08/18)
5. 推定学園26時　Vol.5 (2004/09/23)
6. 17's Heaven (2005/4/20)

## 歌曲創作

### Rino
あの日何か言いかけたキミをまだ覚えているよ (還記得你當天一開口說的話) 
- 填詞：Rino　作曲：Suneohair
- 收錄於1st Album「16 - sixteen -」(2003/10/1)

#### ヌリツブサレタジジツ (被塗抹的事實)
- 填詞．作曲：Rino
- 收錄於2nd Album「17's Heaven」(2005/4/20)╱Rino Solo曲

#### 曲名未定
- 作曲：Rino　填詞：推定少女
- 「推定少女LIVE～Summer Panic 2005～」之未發表曲

#### Red Strings
- 填詞．作曲：Rino
- 未發表曲 (2007/02)╱Re:NO名義之Solo曲

#### Promise
- 填詞．作曲：Rino
- 未發表曲 (2007/02)╱Re:NO名義之Solo曲

#### 春・お別れ (告別春天)
- 填詞．作曲：Rino
- RINO於06年生日時所創作之未發表曲 (2007/03)╱Re:NO名義之Solo曲

### Lissa

#### 冷たりしないで
- 填詞：LISSA
- 未發表曲╱demo收錄於「推定學園26時 Vol.5」DVD

#### NEVERLAND
- 填詞：LISSA　作曲：蔦谷好位置
- 收錄於2nd Album「17's Heaven」(2005/4/20)╱Lissa Solo曲

## 外部連結
- 經理人公司官方網站 （页面存档备份，存于）
- 唱片公司官方網站